# Cam Vinh

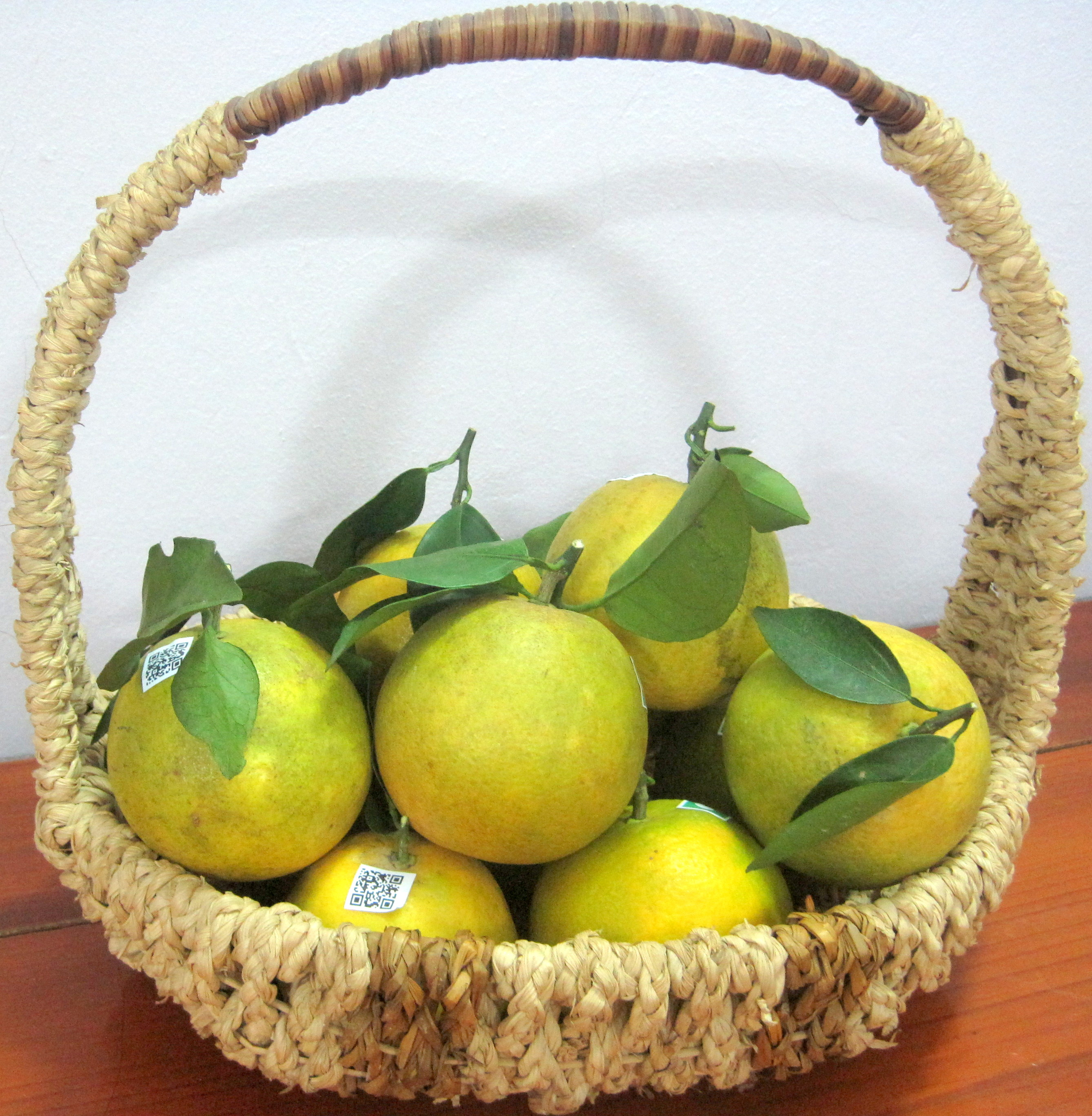
Giỏ cam Vinh

Cam Vinh là tên của một loại trái cây thuộc chi Cam chanh được gắn chỉ dẫn địa lý với địa danh Vinh (Nghệ An, Việt Nam). Cam Vinh quả tròn đều, mọng nước, vàng đều. Màu vàng của cam Vinh là màu vàng tươi chanh pha với màu xanh, chứ không phải màu vàng da cam. Kể cả phần tép cam cũng vàng nhẹ chứ không phải màu vàng cam. Cam chỉ thu hoạch từ tháng 9 âm tới tết. Cam Vinh bán vào mùa khác không phải cam trái mùa mà là cam Trung Quốc giả dạng cam Vinh. Cam Vinh thường được dùng để ăn miếng bổ cau, ép lấy nước cam, xay lấy sinh tố. Phần vỏ cam ép lấy tinh dầu. Phần hạt cam cũng được dùng để làm nước gội đầu.

## Lịch sử
Trong thời kỳ bao cấp, cam Vinh được xuất sang các nước xã hội chủ nghĩa. Đến thời mở cửa, cam Vinh không xuất khẩu được, thương hiệu dần tàn lụi trên trường quốc tế. Tuy nhiên ở Việt Nam, đây vẫn là loại đặc sản có tiếng. Tuy vậy, rất ít người được ăn cam Vinh thật, mà thường chỉ được ăn cam vùng khác hoặc cam nhập khẩu giả làm cam Vinh.
Năm 2007, cam Vinh được chứng nhận chỉ dẫn địa lý. Nguồn Cam Vinh được trồng chủ yếu trên địa bàn xã Minh Hợp- Huyện Quỳ Hợp- Nghệ An và được sự quản lý bởi nông trường quốc doanh Xuân Thành và Nông trường Quốc doanh 3/2.  Giá thành cam Vinh cao, mỗi năm thu hoạch một mùa, nên đắt hơn các loại cam bình thường khác trên thị trường. Phải đến 90% cam tự xưng là cam Vinh không phải là cam Vinh. Hiện giống cây cam Vinh cũng được một vài địa phương như Đông Tảo đem về trồng trọt cấy ghép, tạo năng suất cao và chất lượng tốt. Tuy vậy, đây cũng không phải cam Vinh. Chứng nhận chỉ dẫn địa lý yêu cầu phải đúng đất, đúng nước, đúng kỹ thuật... thì mới được công nhận.